# Vicente Potolicchio
Vicente Potolicchio, surnommé Enzo, né le 7 août 1968 à Caracas, est un homme d'affaires et pilote automobile vénézuélien. 
Il s'engage en 2012 dans le Championnat du monde d'endurance FIA et les Rolex Sports Car Series au sein de l'écurie Starworks Motorsport. À l'issue de cette saison, il fonde sa propre écurie, 8Star Motorsports, qu'il engage en 2013 dans ces deux championnats.

## Biographie
Après des débuts en compétition dans son pays natal le Venezuela et un long retrait pour se consacrer à ses affaires, Enzo Potolicchio n'est devenu un pilote à temps plein qu'en 2011 avec son engagement en endurance.

## Palmarès
- Formule Ford
  - Champion du Venezuela en 2005

- Ferrari Challenge

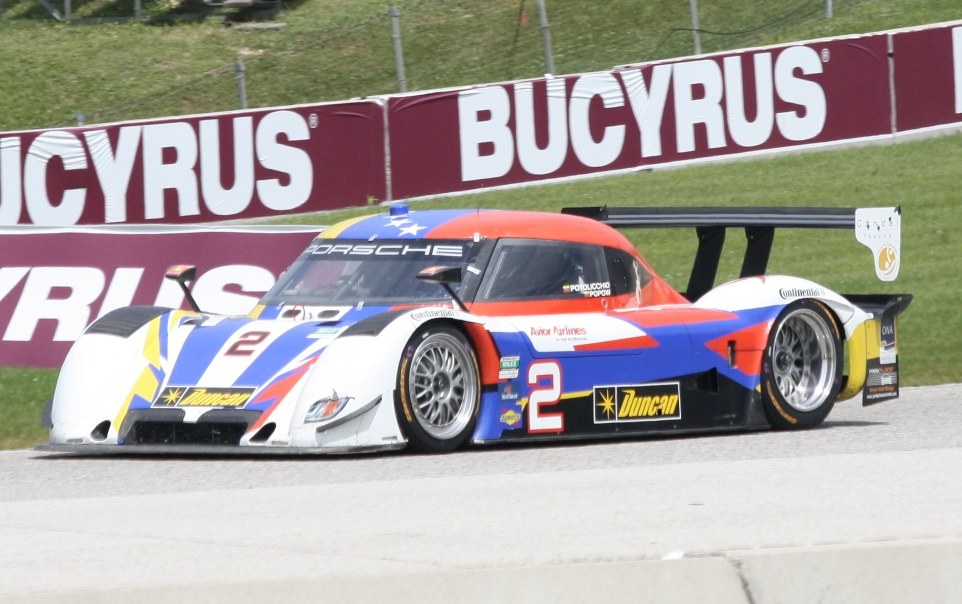
Le Daytona Prototype d'Alex Popow et Enzo Potolicchio en 2011

  - Champion du Challenge North-America en 2010 et 2011[1]

- Rolex Sports Car Series
  - Victoire à Mid-Ohio en 2011
  - 2e des 24 Heures de Daytona en 2012

- Championnat du monde d'endurance FIA
  - Vainqueur des 12 Heures de Sebring dans la catégorie LMP2 en 2012
  - Vainqueur des 24 Heures du Mans dans la catégorie LMP2 en 2012
  - Vainqueur des 6 Heures de Spa dans la catégorie GTE Am en 2013